# 维讷泽勒
维讷泽勒（法語：Winnezeele，法語發音：[winzɛl]）是法国上法兰西大区北部省的一个市镇，位于该省西部，属于敦刻尔克区。

## 地理
维讷泽勒（50°50'27"N, 2°33'3"E）面积15.54 平方千米，位于法国上法蘭西大區北部省，该省份为法国最北部的省份及最长的省份，西北濒北海，西接加来海峡省，南至埃纳省和索姆省，东与比利时接壤。
与维讷泽勒接壤的市镇（或旧市镇、城区）包括：埃尔泽勒、斯滕福德、乌特凯尔克、乌德泽勒。

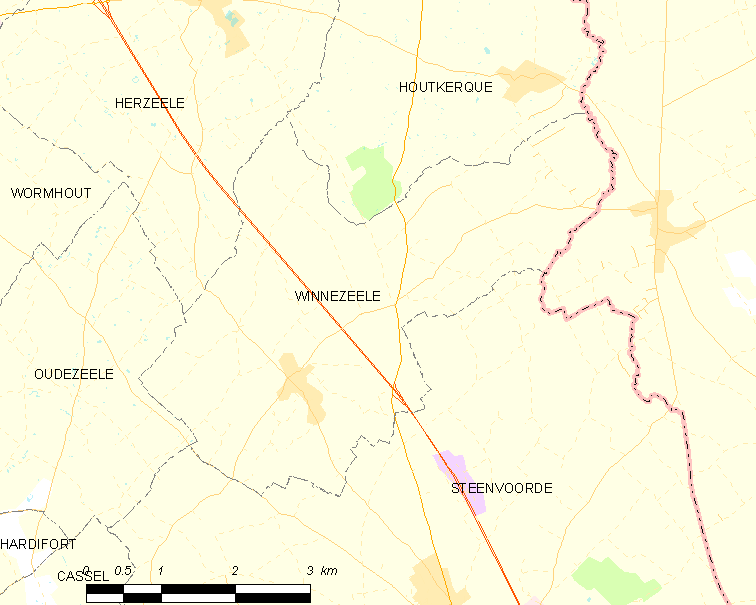
维讷泽勒的OSM定位图

维讷泽勒的时区为UTC+01:00、UTC+02:00（夏令时）。

## 行政
维讷泽勒的邮政编码为59670，INSEE市镇编码为59662。

## 政治
维讷泽勒所属的省级选区为沃尔穆特县。

## 人口

1962-2008年间维讷泽勒人口变化图示

维讷泽勒于2022年1月1日时的人口数量为1280人。